# 佳里金唐殿蕭壠香
蕭壠香由佳里玉勅皇勅金唐殿所主辦，以蕭壠地區為主的王醮刈香活動，今逢農曆子、卯、午、酉年正月中旬舉行瘟王醮大典，香科最早可以追溯到清朝康熙五十九年（西元1720年）間，於日本時期中斷，一直到民國七十六年（1987年）才全面恢復三年一科的蕭壠香。經臺南市政府核定為臺南市定民俗活動，名列南瀛香科、亦是南瀛五大香之中最早成香。

## 沿革
蕭壠香，正式名稱:〔佳里玉勅皇勅金唐殿十七角頭廿四村庄蕭壠香科五朝王醮大典〕，以蕭壠地區為主的王醮刈香活動，由佳里玉勅皇勅金唐殿所主辦瘟王醮典，目的是迎接玉勅代天巡狩值科千歲爺奉旨下凡，代天巡狩、巡按人間、監察善惡、掃除瘟疫、考核轄境神明、訪查民瘼、夑理陰陽、祈求合境平安、按察出巡十七角頭廿四村庄。今逢農曆子、卯、午、酉三年一科，正月中旬舉行。
清朝康熙年間，當時陸續前後數艘載有玉勅代天巡狩的王船奉旨從中國福建至南瀛一帶巡狩，前後陸續飄往柳營香地區停駐、蘇厝香地區停駐、停駐於蕭壠地區，蕭壠庄民逐恭請玉勅代天巡狩，巡按人間，監察善惡，掃除瘟疫邪煞，訪查民瘼，燮理陰陽，按察出巡祈求合境平安，玉勅代天巡狩並另指示由三尊天神奉旨從上天下凡來坐鎮蕭壠庄，從此為了防止天災地變及各式危害以保護安全，舉辦盛大刈香醮典活動。

### 中斷復香
在日本時期中斷約八十餘年，直到了民國七十一年（1982年），在吳宗邦及林奉山等地方士紳的奔走下及金唐殿雷府二千歲、北港朝天宮天上聖母(北港媽)等神明奉旨指示下，恢復舉辦十七角頭廿四村庄的大繞境活動，為恢復蕭壠香做暖身，民國七十三年（1984年）再辦一次按察出巡活動，直到民國七十六年（1987年）才全面恢復三年一科的蕭壠香五朝王醮大典儀式，組陣全臺唯一的三十六天罡七十二地煞百足真人蜈蚣陣。因為恢復古香舊制仍稱為蕭壠香，而非現今所稱為佳里香，亦無「佳里香科」之說。

## 蕭壠香日期表
香科日期以請示神明為主，大致如下。
| 日期（農曆）                     | 程序                                                         |
| -------------------------------- | ------------------------------------------------------------ |
| 前一年正月                       | 杯選各角頭香科主會首                                         |
| 前一年正月                       | 成立香科籌備會                                               |
| 前一年六月                       | 王船廠與廠官爺廠動工                                         |
| 前一年八月底前                   | 取舟參、請舟參                                               |
| 前一年九月間                     | 領玉旨                                                       |
| 前一年十月間                     | 杯選轅下旗牌官、王船長、正副船舵                             |
| 前一年十一月前後                 | 王船安龍目、安樑頭、安崁巾                                   |
| 前一年年底前                     | 王船寄桅、出澳、進水、豎桅                                   |
| 前一年年底前（王船出澳後）       | 造衙門、天公壇、醮壇、內醮壇                                 |
| 前一年年底前                     | 豎燈篙（先東西向後南北向）                                   |
| 正月初一                         | 開廟門、插頭香、三十六天罡七十二地煞平安橋啟用               |
| 正月初八日夜                     | 拜天公                                                       |
| 正月十日前後                     | 造王府                                                       |
| 正月十二至正月十四左右（擇一日） | 前往保西代天府(大人廟)謁祖進香                               |
| 正月十二至正月十四左右（擇一日） | 迎請北港朝天宮天上聖母、南鯤鯓代天府吳府三千歲               |
| 正月十四日                       | 三十六天罡七十二地煞百足真人蜈蚣開光                         |
| 正月十四日夜                     | 敬謝上神                                                     |
| 正月十五日                       | 朱府大千歲聖誕                                               |
| 正月十六日                       | 雷府二千歲聖誕                                               |
| 請王前一天                       | 旗牌官就職、煮油淨殿、啟建火醮                               |
| 請王                             | 恭請值科玉勅代天巡狩、百足真人蜈蚣陣架棚、恭送火王、啟建王醮 |
| 請王後第一天                     | 刈香出巡繞境及五朝醮典                                       |
| 請王後第二天                     | 刈香出巡繞境及五朝醮典                                       |
| 請王後第三天                     | 刈香出巡繞境及五朝醮典、恭送三十六天罡七十二地煞百足真人蜈蚣 |
| 請王後第四天                     | 五朝醮典、點卯、旗牌官豎旗祭祖                               |
| 請王後第五天                     | 五朝醮典、普度、王船點艙添載                                 |
| 送王                             | 恭送值科玉勅代天巡狩(送王船)                                 |
| 送王後下午                       | 謝燈篙                                                       |

## 刈香繞境區域
遶境的方式以出香領旨、出巡遶境、入廟繳旨的模式進行，出香前各榮封的神轎相繼來到王府領旨令準備出巡，其餘神轎陣頭在六點以前先自行參拜完成。上午六點鳴炮隨王轎由金唐殿出發，依序循路關圖繞境，最後入廟覲朝繳旨令而結束。
蕭壠香的刈香活動主要是十七角頭廿四庄為主的遶境活動，金唐殿與各角頭村庄的廟宇及交陪境廟宇一起參與，神轎隊伍及陣頭長綿延長達三、四公里，繞行幅員之大，僅次於南鄰的西港香。刈香路線主要是以古蕭壠堡為主，十七角頭全在今佳里區境內，而廿四村庄由於年代久遠，散佈在西港、將軍、七股等地。
路關
- 第一日主要遶境地區大約以將軍區、七股區為主，包含佳里區菜寮朝安宮、黃竹圍南聖宮、許竹圍、萊竿寮、番仔寮，後港東天后宮、大潭寮龍安宮、頂潭永安宮、青鯤鯓朝天宮、西寮西興宮、頂山代天府、水師寮天南宮、城仔內文衡殿、後港西唐安宮，佳里區頂下廍、北頭洋、潭墘、六安里等地 。
- 第二日主要遶境地區大約以七股區為主，包含篤加文衡殿、中寮保興宮、中寮天后宮、鹽埕南聖宮、下山仔寮龍山宮 、七股寮九龍宮、溪南村寶龍宮、大寮龍安宮、及佳里區蕭壠十二角、十四角、十五角等地 。
- 第三日主要遶境地區大約以佳里區蕭壠十七角頭境內為主，包含施寮保濟宮、五媽廟、下宅仔進興宮、砂凹金安宮、新寮新安宮及同安寮鎮安宮、子龍廟永昌宮等地。

### 十七角頭
| 角頭名             | 舊地名       | 現今行政區域 | 廟宇                      | 主神                                                         | 備註                                |
| ------------------ | ------------ | ------------ | ------------------------- | ------------------------------------------------------------ | ----------------------------------- |
| 第一角             | 中街、公廨仔 | 建南         | 金唐殿                    | 三老爺                                                       | 【百足真人蜈蚣陣】(金氏世界記錄)    |
| 第一角             | 中街、公廨仔 | 建南         | 金唐山善行寺              | 準提菩薩                                                     |                                     |
| 第二角(角頭廟)     | 潭墘         | 安西         | 代天護國宮                | 金府千歲、觀音菩薩、一筆星君                                 | 龍鳳獅陣                            |
| 第三角(角頭公廟)   | 三五甲       | 鎮山         | 鎮山宮                    | 池府千歲、天上聖母、地藏王菩薩【榮封地藏王菩薩安撫境內孤魂】 | 吉興堂八家將（市定傳統表演藝術）    |
| 第三角             | 三五甲       | 鎮山         | 登天宮                    | 天上聖母                                                     |                                     |
| 第四角             | 市場後       | 東寧         | 寧安宮                    | 溫府千歲、觀音佛祖、丁將軍                                   |                                     |
| 第四角             | 市場後       | 東寧         | 寧安宮萬善堂              | 萬善爺                                                       |                                     |
| 第四角             | 市場後       | 忠仁         | 雷明宮                    | 雷府千歲                                                     | 大鼓陣                              |
| 第四角             | 市場後       | 忠仁         | 聖帝殿                    | 南天聖帝                                                     | 宋江陣                              |
| 第四角             | 市場後       | 忠仁         | 南天宮                    | 齊天大聖                                                     |                                     |
| 第五角(角頭公廟)   | 三五甲       | 鎮山         | 鎮山宮                    | 池府千歲、天上聖母、地藏王菩薩【榮封地藏王菩薩安撫境內孤魂】 | 吉興堂八家將（市定傳統表演藝術）    |
| 第五角             | 三五甲       | 鎮山         | 鎮南宮                    | 五年千歲                                                     |                                     |
| 第五角             | 三五甲       | 鎮山         | 天元宮                    | 吳府三千歲                                                   |                                     |
| 第六角(角頭廟)     | 東勢角       | 東寧、六安   | 六安宮                    | 殷府三千歲、地藏王菩薩                                       | 吉進堂八家將                        |
| 第六角             | 東勢角       | 東寧、六安   | 池安宮                    | 池府千歲                                                     |                                     |
| 第六角             | 東勢角       | 東寧、六安   | 保安宮                    | 廣澤尊王                                                     |                                     |
| 第七角             | 新市場       | 安西         | 地農殿                    | 神農大帝                                                     |                                     |
| 第八角(角頭廟)     | 番仔寮       | 海澄、漳州   | 應元宮                    | 保生大帝、二郎神君、呂山通使                                 | 宋江陣、百足真人蜈蚣陣              |
| 第八角             | 番仔寮       | 海澄、漳州   | 應龍宮                    | 二郎神君                                                     |                                     |
| 第八角             | 北頭洋       | 海澄         | 立長宮 (平埔族公廨)       | 阿立祖                                                       | 佳里北頭洋平埔夜祭（市定民俗）      |
| 第八角             | 北頭洋       | 海澄         | 慶長宮                    | 觀音佛祖                                                     |                                     |
| 第八角             | 北頭洋       | 海澄         | 五府千歲宮                | 五府千歲                                                     |                                     |
| 第九角(角頭廟)     | 下廍         | 下營         | 下廍鎮安宮【開路先鋒】    | 中壇元帥                                                     | 宋江陣                              |
| 第九角             | 頂廍         | 下營         | 開基永安宮                | 池府千歲                                                     | 南管安和社                          |
| 第九角             | 頂廍         | 下營         | 玉勅永安宮                | 池府千歲                                                     |                                     |
| 第九角             | 頂廍         | 下營         | 陳塘關太子宮              | 中壇元帥                                                     |                                     |
| 第九角             | 頂廍         | 下營         | 順天宮                    | 天上聖母                                                     |                                     |
| 第九角             | 頂廍         | 下營         | 南天忠義堂                | 關聖帝君、吳府千歲                                           | 南天忠義堂八家將                    |
| 第十角(角頭廟)     | 柑宅         | 安西         | 雷安宮                    | 雷府千歲                                                     |                                     |
| 第十角             | 柑宅         | 安西         | 朱澤宮                    | 朱府千歲                                                     |                                     |
| 第十一角(角頭公廟) | 下街         | 忠仁、建南   | 四安宮 (城隍廟)           | 城隍境主【榮封領陰陽令，掌理陰陽】                           | 金獅陣                              |
| 第十一角           | 半角仔       | 忠仁、建南   | 佳池宮                    | 池府千歲                                                     | 大鼓陣                              |
| 第十一角           | 半角仔       | 忠仁、建南   | 佳池宮元帥堂              | 陳府元帥                                                     |                                     |
| 第十二角(角頭廟)   | 大路尾仔     | 安西         | 佛天宮                    | 觀音菩薩、北極玄天上帝、地藏王菩薩                           | 吉安堂八家將（市定民俗）            |
| 第十三角(角頭廟)   | 光復路頭     | 建南、鎮山   | 聖安宮                    | 陳府元帥、明姑、聖王                                         |                                     |
| 第十三角(角頭公廟) | 光復路頭     | 建南、鎮山   | 幽冥殿 (地藏王廟)【駕前】 | 地藏王菩薩【榮封安撫境內孤魂】                               |                                     |
| 第十四角(角頭廟)   | 田仔墘       | 安西、建南   | 鎮西宮                    | 西方元帥                                                     |                                     |
| 第十四角           | 田仔墘       | 安西、建南   | 昭清宮育善堂 (孔廟)       | 玉清三相（恩主公）、至聖先師                                 |                                     |
| 第十五角(角頭廟)   |              | 建南         | 太子宮【右開路先鋒】      | 中壇元帥                                                     | 宋江陣                              |
| 第十五角           |              | 建南         | 廣安宮                    | 孔德尊王【榮封安撫境內孤魂】                                 |                                     |
| 第十五角           |              | 建南         | 廣安宮將軍府              | 將軍爺                                                       |                                     |
| 第十五角           |              | 建南         | 吉和堂                    | 仁聖大帝、李府大神、魏府大神                                 | 吉和堂八家將（市定傳統表演藝術）    |
| 第十五角           |              | 建南         | 天后宮                    | 天上聖母                                                     |                                     |
| 第十六角(角頭廟)   | 南勢         | 建南         | 九龍殿【駕前先鋒】        | 謝府元帥(旌義尊王)                                           | 宋江陣 （市定傳統表演藝術）         |
| 第十六角           | 南勢         | 建南         | 慈聖宮                    | 朱美娘娘、天上聖母                                           |                                     |
| 第十七角(角頭廟)   | 溪仔底       | 鎮山         | 中興宮【副線開路先鋒】    | 中壇元帥(甘羅太子)                                           |                                     |
| 第十七角           | 溪仔底       | 建南         | 北極玄天宮 (市定歷史建築) | 玄天上帝                                                     | 文武郎君                            |
| 第十七角           | 溪仔底       | 建南         | 鎮濟宮                    | 五年千歲                                                     | 八美圖                              |
| 第十七角           | 溪仔底       | 鎮山         | 池王宮                    | 池府千歲                                                     |                                     |
| 第十七角           | 溪仔底       | 鎮山         | 青龍宮                    | 保生大帝                                                     | 西港香西席瘟醫 蕭壠香丙子年代天御醫 |

### 廿四村庄及外境
| 地名         | 廟宇   | 主神                                     | 備註                                                  |
| ------------ | ------ | ---------------------------------------- | ----------------------------------------------------- |
| 黃竹圍       | 南聖宮 | 觀音佛祖                                 |                                                       |
| 許竹圍       | 代天壇 | 玉皇四殿下、吳府千歲                     |                                                       |
| 許竹圍       | 仁德宮 | 仁聖大帝、雷府大將、黑虎大將             |                                                       |
| 許竹圍       | 城隍廟 | 城隍境主                                 |                                                       |
| 萊芊寮       | 唐盟宮 | 李府千歲 、池府千歲                      |                                                       |
| 後港東       | 天后宮 | 天上聖母 、吳府三千歲                    |                                                       |
| 後港西       | 唐安宮 | 池府千歲 、騰風元帥                      |                                                       |
| 頂潭         | 永安宮 | 池府千歲                                 |                                                       |
| 大潭寮(臺潭) | 龍安宮 | 騰風元帥、池府千歲、范府千歲、鎮海五元帥 | 宋江陣                                                |
| 青鯤鯓       | 朝天宮 | 五府千歲、代巡七王、天上聖母             |                                                       |
| 西寮         | 西興宮 | 五府千歲                                 |                                                       |
| 頂山仔       | 代天府 | 五府千歲                                 | 【王船並遊巡天河地河】、宋江陣(臺南市定傳統表演藝術） |
| 城仔內       | 文衡殿 | 文衡聖帝                                 |                                                       |
| 篤加         | 文衡殿 | 文衡聖帝                                 | 宋江陣                                                |
| 水師寮       | 天南宮 | 李府千歲                                 |                                                       |
| 中寮         | 天后宮 | 天上聖母                                 |                                                       |
| 中寮         | 保興宮 | 中軍                                     |                                                       |
| 鹽埕 (台區)  | 南聖宮 | 游府千歲                                 |                                                       |
| 下山仔寮     | 龍山宮 | 池府千歲、金府三千歲                     | 宋江陣                                                |
| 七股寮       | 九龍宮 | 吳府千歲、保生大帝                       |                                                       |
| 溪南寮       | 寶龍宮 | 李府千歲                                 |                                                       |
| 大寮         | 龍安宮 | 廣澤尊王                                 |                                                       |
| 新寮         | 新安宮 | 李府千歲、雷府千歲                       |                                                       |
| 下宅仔       | 進興宮 | 殷府千歲、謝府元帥                       |                                                       |
| 砂凹仔       | 金安宮 | 朱府大千歲                               | 大鼓花陣                                              |
| 施寮         | 保濟宮 | 保生大帝                                 |                                                       |
| 施寮         | 五媽廟 | 五媽                                     |                                                       |
| 同安寮       | 鎮安宮 | 李府千歲、薛府千歲、范府千歲             |                                                       |
| 同安寮       | 民安宮 | 蕭府元帥                                 |                                                       |
| 子龍廟       | 永昌宮 | 趙聖輔天帝君                             | 宋江陣                                                |
| 菜寮         | 朝安宮 | 李府千歲、吳府千歲、玄天上帝             | 太鼓團                                                |
| 城仔內       | 福德會 | 福德正神                                 |                                                       |

## 香陣結構

### 榮封職務
| 玉旨榮封 | 玉旨榮封           | 玉旨榮封                                                                            |
| -------- | ------------------ | ----------------------------------------------------------------------------------- |
| 轎號     | 宮廟               | 緣故                                                                                |
| 先鋒陣   | 第九角下廍鎮安宮   | 主神中壇元帥為「開路先鋒」                                                          |
| 先鋒陣   | 第十五角太子宮     | 主神中壇元帥為「右開路先鋒」                                                        |
| 先鋒陣   | 第十七角中興宮     | 主神中壇元帥為「副線開路先鋒」                                                      |
| 熱鬧陣   | 第十五角廣安宮     | 主神孔德尊王為「各司撫境內孤魂，以報上天好生之德 ，不順者可調兵斬奏」               |
| 熱鬧陣   | 三五甲鎮山宮       | 榮封地藏王菩薩為「各司撫境內孤魂，以報上天好生之德 ，不順者可調兵斬奏」             |
| 熱鬧陣   | 下街四安宮         | 主神城隍境主為「領陰陽令，掌理陰陽」                                                |
| 駕前陣   | 第十三角幽冥殿     | 主神地藏王菩薩為「各司撫境內孤魂，以報上天好生之德 ，不順者可調兵斬奏」，原駕前先鋒 |
| 駕前陣   | 七股頂山代天府     | 七股頂山代天府王船為「同本王船並遊巡天河地河」                                      |
| 駕前陣   | 第十六角南勢九龍殿 | 主神謝府元帥為「金唐殿駕前先鋒官」                                                  |
| 王轎陣   | 金唐殿             | 金府千歲為「香科副帥」、蕭府千歲為「主紀官」                                        |
| 王轎陣   | 玉井後旦仔福德爺廟 | 金府聖帝為「香陣副帥兼駕前副帥」                                                    |
| 王轎陣   | 金唐殿             | 范、謝將軍為「殿後保駕大將軍」                                                      |
| 特號     | 金唐殿             | 三寶殿觀音佛祖主辦「百足真人蜈蚣陣」                                                |
| 玉旨榮封 |                    |                                                                                     |
| 宮廟     | 神明               | 職務                                                                                |
| 金唐殿   | 中壇元帥           | 陪祭官                                                                              |
| 金唐殿   | 南巡吳府千歲       | 香科軍師                                                                            |
| 金唐殿   | 朱雷殷府千歲       | 代天巡狩按察辦理十七角廿四村庄蕭壠香科啟建五朝王醮                                    |

先鋒陣
- 路關車
- 第九角下廍鎮安宮
- 第十五角太子宮
- 副線路關車
- 第十七角中興宮

熱鬧陣
- 香境宮廟及陣頭或交陪境廟宇及陣頭約五十餘陣(分主線及副線)
- 受榮封第十五角廣安宮、三五甲鎮山宮、下街四安宮

駕前陣
- 第十三角幽冥殿
- 駕前鼓車
- 七股頂山代天府
  - 七股頂山代天府王船
- 金唐殿上元燈慈善會藝閣車
- 第十六角南勢九龍殿

王轎陣
- 金唐殿金府千歲、金唐殿蕭府千歲
- 金唐殿觀音佛祖
- 玉井後旦仔福德爺廟
- 玉勅代天巡狩頭旗
  - 馬草水
  - 王馬-金唐殿殷府三千歲王令
  - 王馬-金唐殿雷府二千歲王令
  - 王馬-金唐殿朱府大千歲王令
  - 玉勅代天巡狩排班喝路
- 王轎-玉勅代天巡狩三千歲
- 王轎-玉勅代天巡狩二千歲(副線主帥)
- 王轎-玉勅代天巡狩大千歲
- 金唐殿范、謝將軍

特別號
- 天罡地煞百足真人蜈蚣陣(蜈蚣佛祖)、金唐殿觀音佛祖隨陣則是為獨立行程，並不跟隨在香陣前後行走。

## 復香後歷次香科
- 西元1982年（民國71年）：壬戌年大遶境
- 西元1984年（民國73年）：甲子年按察出巡
- 西元1987年（民國76年）：丁卯年蕭壠香科五朝王醮大典
- 西元1990年（民國79年）：庚午年蕭壠香科五朝王醮大典
- 西元1993年（民國82年）：癸酉年蕭壠香科五朝王醮大典
- 西元1996年（民國85年）：丙子年蕭壠香科五朝王醮大典
- 西元1999年（民國88年）：己卯年蕭壠香科五朝王醮大典
- 西元2002年（民國91年）：壬午年蕭壠香科五朝王醮大典
- 西元2005年（民國94年）：乙酉年蕭壠香科五朝王醮大典
- 西元2008年（民國97年）：戊子年蕭壠香科五朝王醮大典
- 西元2011年（民國100年）：辛卯年蕭壠香科五朝王醮大典
- 西元2014年（民國103年）：甲午年蕭壠香科五朝王醮大典
- 西元2017年（民國106年）：丁酉年蕭壠香科五朝王醮大典
- 西元2020年（民國109年）：庚子年蕭壠香科五朝王醮大典
- 西元2023年（民國112年）：癸卯年蕭壠香科五朝王醮大典
- 西元2026年（民國115年）：丙午年蕭壠香科五朝王醮大典